# Sun Village
Sun Village (jap. ひかりのまち, Hikari no Machi, dt. „Stadt(teil) des Lichts“) ist ein Manga des japanischen Zeichners Inio Asano, die 2005 in Japan erschien. Das Werk ist in die Genres Drama und Seinen einzuordnen.

## Inhalt
Die Kurzgeschichten des Mangas spielen in der Hochhaussiedlung Sun Village, die vor einiger Zeit von einem Konzern für seine Mitarbeiter errichtet wurde. Nach außen wirken die Menschen hier glücklich, doch hinter den Fassaden spielen sich Alltagsdramen ab. So kommt es zu einer mysteriösen Reihe von Suiziden, denen die Polizei zunächst ratlos gegenüber steht. Allen Opfern fehlt ihr Handy. Schließlich stellt sich der Schüler Tasuku als Verbindung zwischen allen Taten heraus: Da er immer unter Geldnot leidet hilft er verzweifelten Bewohnern des Viertels und erhält dafür ihr Handy. Eine andere Geschichte dreht sich um den Kleinkriminellen Hoichi, der zusammen mit einem Freund ein Kind aufzieht, das dessen Mutter bei ihnen zurückgelassen hat. Als er erfährt, dass der das Viertel beherrschende Konzern etwas mit dem Stadtteil vor hat, will er seinen eigenen Vorteil daraus ziehen und endlich der Armut entkommen.

## Veröffentlichung
Der Manga erschien erstmals zwischen 2004 und 2005 im Magazin Sunday GX (Sunday Gene-X) beim Verlag Shogakukan. Die Kapitel wurden am 17. Juni 2005 in Japan in einem Band zusammengefasst. Eine chinesische Übersetzung folgte noch im gleichen Jahr bei Taiwan Tohan auf Taiwan, später kamen französische, polnische und spanische Fassungen dazu. In deutscher Sprache erschien der Band erstmals 2010 bei Tokyopop sowie in zweiter Auflage im Juni 2017.